# Catarina (Guatemala)
Catarina (en honor a su santa patrona Catalina de Alejandría) es un municipio en el departamento de San Marcos, en el suroeste de Guatemala. Cuenta con 35,542 habitantes, para el año 2021, según el censo de 2018.
Después de la Independencia de Centroamérica en 1821, Catarina fue asignada al circuito de Retalhuleu en el Distrito N.º11 (Suchitepéquez) para la administración de justicia por medio de juicios de jurados.
Entre 1838 y 1840 formó parte del Estado de Los Altos, un estado aprobado por el congreso federal de la República Federal de Centro América a instancias de los criollos liberales guatemaltecos, y que fue recuperado por la fuerza para el estado de Guatemala por el general conservador mestizo Rafael Carrera.
Sus principales cultivos son la caña de azúcar, el café, el mango y las mandarinas.

## Toponimia
Muchos de los nombres de los municipios y poblados de Guatemala constan de dos partes: el nombre del santo católico que se venera el día en que fueron fundados y una descripción con raíz náhuatl; esto se debe a que las tropas que invadieron la región en la década de 1520 al mando de Pedro de Alvarado estaban compuestas por soldados españoles y por indígenas tlaxcaltecas y cholultecas.  En algunos casos, los poblados solamente conservan el nombre del santo, como en el caso de Catarina, que lleva el nombre su santa patrona, Catalina de Alejandría.

## Geografía física

### Hidrografía
Por su territorio fluyen ríos que benefician al riego y ganadería; las corrientes de gran caudal son Cabus, Melendres y Shula, y las de menor tamaño son Gramal y Magdalena.

### Clima
La cabecera municipal de Catarina tiene clima tropical (Köppen: Am).
| Parámetros climáticos promedio de Catarina | Parámetros climáticos promedio de Catarina | Parámetros climáticos promedio de Catarina | Parámetros climáticos promedio de Catarina | Parámetros climáticos promedio de Catarina | Parámetros climáticos promedio de Catarina | Parámetros climáticos promedio de Catarina | Parámetros climáticos promedio de Catarina | Parámetros climáticos promedio de Catarina | Parámetros climáticos promedio de Catarina | Parámetros climáticos promedio de Catarina | Parámetros climáticos promedio de Catarina | Parámetros climáticos promedio de Catarina | Parámetros climáticos promedio de Catarina |
| Mes                                        | Ene.                                       | Feb.                                       | Mar.                                       | Abr.                                       | May.                                       | Jun.                                       | Jul.                                       | Ago.                                       | Sep.                                       | Oct.                                       | Nov.                                       | Dic.                                       | Anual                                      |
| ------------------------------------------ | ------------------------------------------ | ------------------------------------------ | ------------------------------------------ | ------------------------------------------ | ------------------------------------------ | ------------------------------------------ | ------------------------------------------ | ------------------------------------------ | ------------------------------------------ | ------------------------------------------ | ------------------------------------------ | ------------------------------------------ | ------------------------------------------ |
| Temp. máx. media (°C)                      | 33.0                                       | 33.5                                       | 34.1                                       | 33.7                                       | 33.0                                       | 31.6                                       | 32.1                                       | 32.2                                       | 31.7                                       | 31.5                                       | 31.9                                       | 32.3                                       | 32.6                                       |
| Temp. media (°C)                           | 25.8                                       | 26.3                                       | 27.1                                       | 27.6                                       | 27.3                                       | 26.4                                       | 26.5                                       | 26.7                                       | 26.4                                       | 26.2                                       | 26.0                                       | 25.8                                       | 26.5                                       |
| Temp. mín. media (°C)                      | 18.7                                       | 19.1                                       | 20.2                                       | 21.5                                       | 21.7                                       | 21.2                                       | 21.0                                       | 21.2                                       | 21.2                                       | 20.9                                       | 20.2                                       | 19.3                                       | 20.5                                       |
| Precipitación total (mm)                   | 14                                         | 20                                         | 55                                         | 166                                        | 386                                        | 581                                        | 455                                        | 513                                        | 636                                        | 535                                        | 135                                        | 32                                         | 3528                                       |
| Fuente: Climate-Data.org                   |                                            |                                            |                                            |                                            |                                            |                                            |                                            |                                            |                                            |                                            |                                            |                                            |                                            |

### Ubicación geográfica
Catarina está completamente rodeada por municipios del departamento de San Marcos:
- Norte: Malacatán y San Pablo
- Este: El Rodeo (Guatemala) y El Tumbador
- Oeste y noroeste: Malacatán
- Sur: Ayutla Tecún Umán y Pajapita[7]

| Noroeste: Malacatán | Norte: Malacatán San Pablo.     |                                        |
| Oeste: Malacatán    |                                 | Este: El Rodeo (Guatemala) El Tumbador |
|                     | Sur: Ayutla Tecún Umán Pajapita |                                        |

## Gobierno municipal
Los municipios se encuentran regulados en diversas leyes de la República, que establecen su forma de organización, lo relativo a la conformación de sus órganos administrativos y los tributos destinados para los mismos.  Aunque se trata de entidades autónomas, se encuentran sujetos a la legislación nacional y las principales leyes que los rigen desde 1985 son:
| N.º | Ley                                                | Descripción |
| --- | -------------------------------------------------- | --- |
| 1   | Constitución Política de la República de Guatemala | Tiene una regulación legal específica para los municipios en los artículos 253 al 262. |
| 2   | Ley Electoral y de Partidos Políticos              | Ley de carácter constitucional aplicable a los municipios en el tema de la conformación de sus autoridades electas. |
| 3   | Código Municipal                                   | Decreto 12-2002 del Congreso de la República de Guatemala. Tiene la categoría de ley ordinaria y contiene preceptos generales aplicables a todos los municipios, e inclusive contiene legislación referente a la creación de los municipios.             |
| 4   | Ley de Servicio Municipal                          | Decreto 1-87 del Congreso de la República de Guatemala. Regula las relaciones entra la municipalidad y los servidores públicos en materia laboral. Tiene su base constitucional en el artículo 262 de la constitución que ordena la emisión de la misma. |
| 5   | Ley General de Descentralización                   | Decreto 14-2002 del Congreso de la República de Guatemala. Regula el deber constitucional del Estado, y por ende del municipio, de promover y aplicar la descentralización y desconcentración económica y administrativa.                                |

El gobierno de los municipios está a cargo de un Concejo Municipal mientras que el código municipal —ley ordinaria que contiene disposiciones que se aplican a todos los municipios— establece que «el concejo municipal es el órgano colegiado superior de deliberación y de decisión de los asuntos municipales […] y tiene su sede en la circunscripción de la cabecera municipal»; el artículo 33 del mencionado código establece que «[le] corresponde con exclusividad al concejo municipal el ejercicio del gobierno del municipio».
El concejo municipal se integra con el alcalde, los síndicos y concejales, electos directamente por sufragio universal y secreto para un período de cuatro años, pudiendo ser reelectos.
Existen también las Alcaldías Auxiliares, los Comités Comunitarios de Desarrollo (COCODE), el Comité Municipal del Desarrollo (COMUDE), las asociaciones culturales y las comisiones de trabajo. Los alcaldes auxiliares son elegidos por las comunidades de acuerdo a sus principios y tradiciones, y se reúnen con el alcalde municipal el primer domingo de cada mes, mientras que los Comités Comunitarios de Desarrollo y el Comité Municipal de Desarrollo organizan y facilitan la participación de las comunidades priorizando necesidades y problemas.

## Historia

### Tras la Independencia de Centroamérica
La constitución del Estado de Guatemala dividió al territorio en once distritos para la impartición de justicia por medio del método de juicios de jurados el 11 de octubre de 1825; Retalhuleu fue designado como sede de un circuito dentro del Distrito N.º11 (Suchitepéquez), circuito al que pertenecían también San Antonio Retalhuleu, San Sebastián, Santa Catarina —como se le decía entonces a Catarina—, Guamuchal, Sanjón de Ocoz y Naranjo.

### El efímero Estado de Los Altos

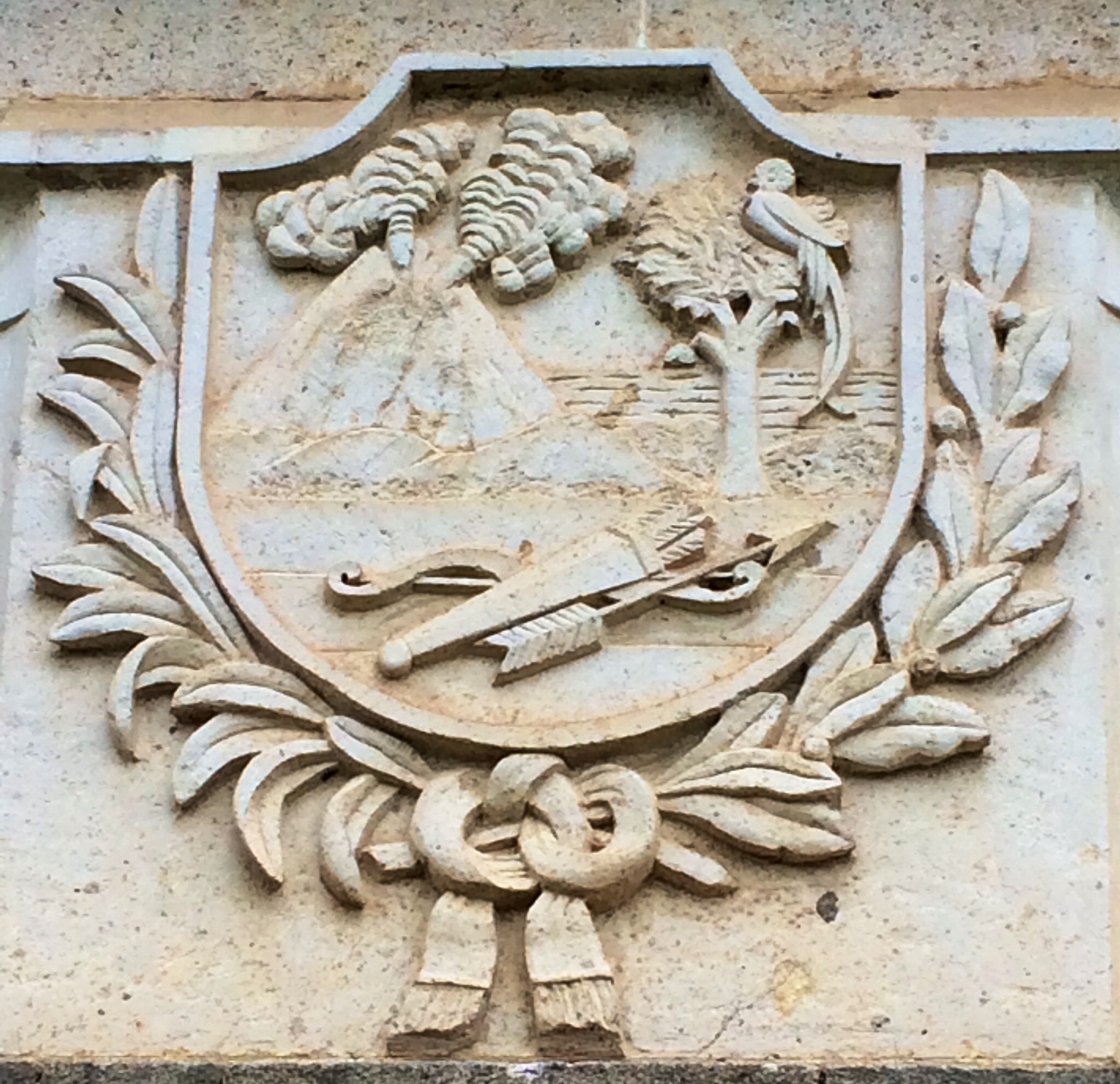
Escudo del Estado de los Altos

A partir del 3 de abril de 1838, el poblado de Catarina fue parte de la región que formó el efímero Estado de Los Altos, el cual fue autorizado por el Congreso de la República Federal de Centro América el 25 de diciembre de ese año forzando a que el Estado de Guatemala se reorganizara en siete departamentos y dos distritos independientes el 12 de septiembre de 1839:
- Departamentos: Chimaltenango, Chiquimula, Escuintla, Guatemala, Mita, Sacatepéquez, y Verapaz
- Distritos: Izabal y Petén[10]

El 25 de enero de 1840 tras meses de tensión se produjo la guerra entre ambos estados, y el general Rafael Carrera venció a las fuerzas del general Agustín Guzmán e incluso apresó a éste mientras que el general Doroteo Monterrosa venció a las fuerzas altenses del coronel Antonio Corzo el 28 de enero.  El gobierno quetzalteco colapsó entonces, pues aparte de las derrotas militares, los poblados indígenas abrazaron la causa conservadora de inmediato; al entrar a Quetzaltenango al frente de dos mil hombres, Carrera fue recibido por una gran multitud que lo saludaba como su «libertador».
Carrera impuso un régimen duro y hostil para los liberales altenses, pero bondadoso para los indígenas de la región —derogando el impuesto personal que les habían impuesto las autoridades altenses— y para los eclesiásticos restituyendo los privilegios de la religión católica. El 26 de febrero de 1840 el gobierno de Guatemala colocó a Los Altos bajo su autoridad y el 13 de agosto de nombró al corregidor de la región, el cual servía también como comandante general del ejército y superintendente.

## Fiestas
Su patrona es Catalina de Alejandría y sus fiestas patronales se celebran entre el 23 y 26 de noviembre. Es tradición en Semana Santa hacer panes y celebrar los bailes de Judas, la procesión del Santo Entierro y el Viacrucis. El día de Todos los Santos se come camote con miel, caldo de gallina criolla y se visitan los cementerios. Se celebran las fiestas en honor al Niño Dios entre el 16 y el 24 de diciembre.

## Relaciones Internacionales

### Hermanamientos
La ciudad de Catarina está hermanada con 0001 ciudad alrededor del mundo
- Ángel Albino Corzo, Chiapas[13][14]